# Радзивіли
Радзивіли (у Михайла Грушевського — Радивили; також Радзивіли, Радзівіли, Радівіли) — давній і найбагатший литовський рід у Великому Князівстві Литовському, згодом у Речі Посполитій, а у 18—20 ст. у Російської Імперії й Пруссії, який першим у державі 1547 р. отримав князівський титул Священної Римської імперії, а потім був посвоячений з Ягеллонами, Гогенцолернами та іншими європейськими династіями.
Радзивіли були власниками земельних латифундій, замків, міст та містечок, зокрема в Україні (Волинь, Київщина), Литві, Польщі, Білорусі, колишні палаци родини Радзивіллів перебувають на території 10 нинішніх держав. Родовий маєток був у містечку Несвіж на теренах нинішньої Білорусі.
Представники родини мали свої надвірні війська й займали найвищі урядові посади в Речі Посполитій. У 16-18 століттях Радзивілли користувалися привілеями удільних князів, мали надвірне військо (близько 6 тисяч), власні фортеці. Обіймаючи високі урядові посади, Радзивілли брали участь у боротьбі проти козацьких повстань в Україні.

## Походження

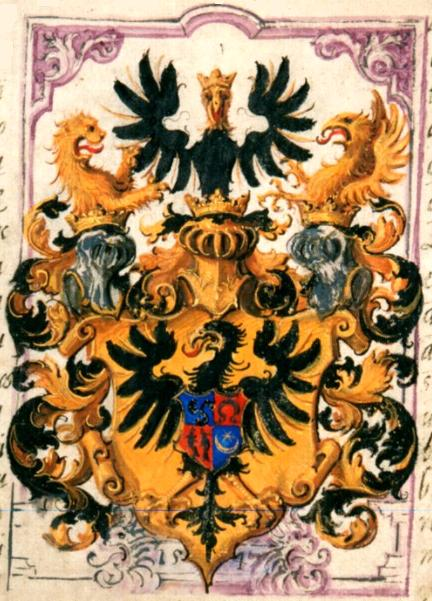
Герб Радзивіллів з привілею Фердинанда I, даного Миколі Радзивіллу «Чорному» 14 грудня 1547 року разом з титулом князя

За легендою, етимологія імені, а потім прізвища пов'язується з дитиною, вирощеною вовками (Радо Вілко). Існує версія, що ім'я Радвил (Радивил) має угро-фінське походження і в перекладі означає «новонавернений» (у віру)[джерело?]. Ім'я записувалося по-різному — як Радвіла, Радивил, Радівіл, у написанні впродовж століть закріпилися в основному полонізовані версії з відповідною орфографією — Радзівілл, Радзівіл, хоча по-литовськи продовжують записувати це прізвище як Радвіла, Радвілос, латиною його фіксують як Радвіл.
Про походження Радзивіллів існує кілька версій, пов'язаних з легендами того часу.
Теорія, підтримувана більшістю дослідників, свідчить, що родоначальником роду був литовський боярин Сірпутій, охрещений у 1387 році, чий син Христин Остік в 1419—1442 був каштеляном віленським, у нього був син Радзивілл (пом. 1477), від нього і походить рід Радзивіллів.
Інша легенда говорить, що Радзивілл походить із вищого жрецького стану язичницької Литви і родоначальником є жрець Ліздейко, за легендою, син Наримунта. У нього був син Сірпутіс, який одружився з княжною ярославською, у них був син Войшунд, що хрестився під іменем Християн, який підписував разом з батьком Віленсько-Радомську унію.
Першим історично відомим носієм прізвища Радзивілл був Микола I Радзивілл Остікович (помер в 1477 році), який прийняв християнство і залишив литовське язичницьке ім'я як прізвище. У 1518 році Радзивілли (в особі князя Миколи, прозваного amor Poloniae) отримали титул князів Римської імперії, поширений в 1547 році на все прізвище.

### XV—XVIст.
Син Радзивілла Остіковича — Микола Радзивілл «Старий» отримав після смерті Олехна Судимонтовича посади воєводи віленського і канцлера, які потім перейшли до його старшого сина, теж Миколи Миколайовича Радзивілловича. Удвох вони утримували ці найважливіші посади третину століття — з 1491 по 1521. Весь цей час неухильно збільшувалася кількість Радзивіллівських маєтків. Ще Радзивілл Остік до батьківських володінь Ширвінтос, Мусники та Упників приєднав Біржай та Кедайняй у Жемайтії, Негневичі на Новгородщині, Бостинь в Пінськом князівстві та ін. Микола Радзивілловіч вислужив Дубинки і ще кілька маєтків в Литві, Липську волость на Поліссі. Шлюб із Софією Манивидівною приніс йому спадщину роду Манивидів: Герань, Жупрани, Солі, Хотенчиці, велику Харецьку волость, із Докшицями, Тумиловичами, Долгиновим, Мілчою, Зембіном та іншими селами у верхів'ях Березини і Вілії. В кінці життя Микола Радзівіллович отримав Райгород і Ґоньондз на Підляшші (нині в Польщі), які були конфісковані у Михайла Глинського, що виїхав до Москви.
У 1509 володіння Миколи Радзивіловіча після його смерті були розділені між трьома синами. Старший, Микола, отримав, крім Ширвінтоса та інших литовських маєтків, Райгород, Ґоньондз, Солі, Хотенчиці і частину Харецької волості. З 1518, отримавши від імператора Священної Римської імперії княжий титул, став називатися «князем на Ґоньондзі і Мяделі». Другий брат, Ян, отримав Старі Мусники в Литві, Герань і частину Харецької волості, також його володіння значно збільшилися після шлюбу з Ганною, дочкою Станіслава Кишки, який приніс як посаг частину манивидівської спадщини: Олику, Діброви, Лахву, Недреску, Несвіж, Узду, Шацьк. Третій брат Юрій (Єжи), власник Біржи, Кийки, Жупрани та ін., також одружився з представницею роду Кишок — Барбарою, дочкою Станіслава від другого шлюбу. Мати Барбари походила з панів Кучук, і цей шлюб приніс Юрію Радзивіллу кучукський спадок: Салешники і Жирмуни на Віленщині, Щучин і Докудів в Поніманні, Полонне на Волині, Вязинь в Мінській області та ін. Ще один син Миколи Радзивілловича, Войцех, став вільнюським єпископом — найвищою духовною особою ВКЛ.

## Представники
- Радзивілл Остікович (1384–1477) — віленський каштелян.
  - Ганна (?—?) — донька Радзивілла.
  - Микола «Старий» (?—1509) — син Радзивілла. Великий канцлер литовський.
    - Альберт (1476–1519) — син Миколая Старого. Віленський єпископ.
    - Ганна (?—?) — донька Миколая Старого.
    - Миколай «Amor Poloniae» (1470–1521) — син Миколая Старого. Великий канцлер литовський.
      - Миколай (1492–1530) — син Миколая. Жмудський єпископ.
      - Софія (?—?) — донька Миколая.
      - Станіслав (?—1531) — син Миколая.
      - Ян (1492–1542) — син Миколая. Жмудський староста.
        - Ганна (?—?) — донька Яна.
        - Петронела (?—?) — донька Яна.
        - Єлизавета (?—?) — донька Яна.

    - Ян «Бородатий» (1474–1522) — син Миколая Старого. Великий маршалок литовський. Його нащадки утворили Несвізько-Олицьку гілку Радзивілів, представники якої живі й сьогодні.
      - Миколай-Криштоф «Чорний» («Іспанець») (1515–1565) — син Яна Бородатого. Великий канцлер литовський.
        - Микола Христофор «Сирітка»
          - Альбрехт-Владислав (1589–1636) — Син Миколая Сирітки. Віленський каштелян.
          - Олександр Людвік Радзивілл лит. Aleksandras Liudvikas Radvila, пол. Aleksander Ludwik Radziwiłł, (1594-1654) — князь, державний діяч Великого Князівства Литовського, Речі Посполитої, ординат Несвіжу.
            - Михайло Казимир Радзивілл лит. Mykolas Kazimieras Radvila, пол. Michał Kazimierz Radziwiłł  (1625 / 1635–1680) — князь з роду Радзивіллів, польний гетьман литовський (1668—1680), ординат Несвізький, Олицький.
              - Карл Станіслав Радзивілл пол. Karol Stanisław Radziwiłł, (1669—1719) — князь, магнат, державний і військовий діяч Великого Князівства Литовського Речі Посполитої.
                - Михайло Казимир Радзивілл «Рибонька» біл. Міхал Казімір Радзівіл «Рыбанька», пол. Michał Kazimierz Radziwiłł Rybeńko (1702–1762) — магнат, державний і військовий діяч Великого Князівства Литовського Речі Посполитої. Представник роду Радзивіллів. Гетьман великий литовський (1744—1762), власник Несвізького замку, ординації.
                  - Карл Станіслав (1734–1790) — коронний гетьман литовський, воєвода віленський (1768—1790)
                    - Ганна Барбара Олімпія Мостовська-Радзивіл (бл. 1762—1833) — польська письменниця в жанрах готики та фентезі.

        - Єлизавета пол. Elzbieta Radziwiłł (1550—1591) — дружина подільського воєводи Миколая Мелецького
        - Анна Маґдалена (1553—1590) — дружина Миколая Бучацького-Творовського
        - Ольбрахт пол. Albrycht Radziwiłł (1558–1592) — син Миколая Чорного. Великий маршалок литовський.
        - Юрій Радзивілл пол. Jerzy Radziwiłł — кардинал
        - Станіслав Радзивілл пол. Stanislaw Pius Radziwiłł (1559—1599) —  Великий маршалок литовський. Перший олицький ординат.
          - Альбрехт-Станіслав (1593–1656) — Син Станіслава. Великий канцлер литовський.

        - Христина Радзивілл пол. Krystyna Radziwiłł (1560—1580) — дружина Яна Замойського
        - Ян (1554-?) — помер дитиною.

    - Юрій «Геркулес» (1480–1541) — син Миколая Старого. Великий гетьман литовський. Від нього пішла Біржанська гілка Радзивілів, яка вигасла у 1669 р. зі смертю Богуслава Радзивілла.
      - Миколай Радзивілл (Рудий) (1512–1584) — син Юрія. Великий гетьман литовський.
        - Христофор «Перун» (1547–1603) — син Миколая Рудого. Великий гетьман литовський.
          - Христофор (1585–1640) — син Кшиштофа Перуна. Великий гетьман литовський.
            - Януш (1612–1655) — польний гетьман литовський і великий.

          - Януш (1579–1620) — литовський підчаший, брат Кшиштофа II, єдиний литовський магнат у лавах повстанців-рокошан проти Сигізмунда ІІІ у 1606 р.
            - Богуслав (1620–1669) — Син Януша. Великий конюший литовський.

      - Барбара— дочка Юрія. Дружина великого князя литовського і короля польського Сигізмунда II Августа.

### Інші відомі представники
- Домінік Єронім Радзивілл (1786—1813) — князь, полковник війська Великого Князівства Варшавського та гвардії Наполеона І.
- Міхал Кароль Марія Юзеф (1907–1974) — автор спогадів про родину, зокрема, про життя в Олиці[3] друга дружина — графиня Ельжбета Потоцька[4]

## Резиденції Радзивіллів

Палаци-замки Радзивіллів
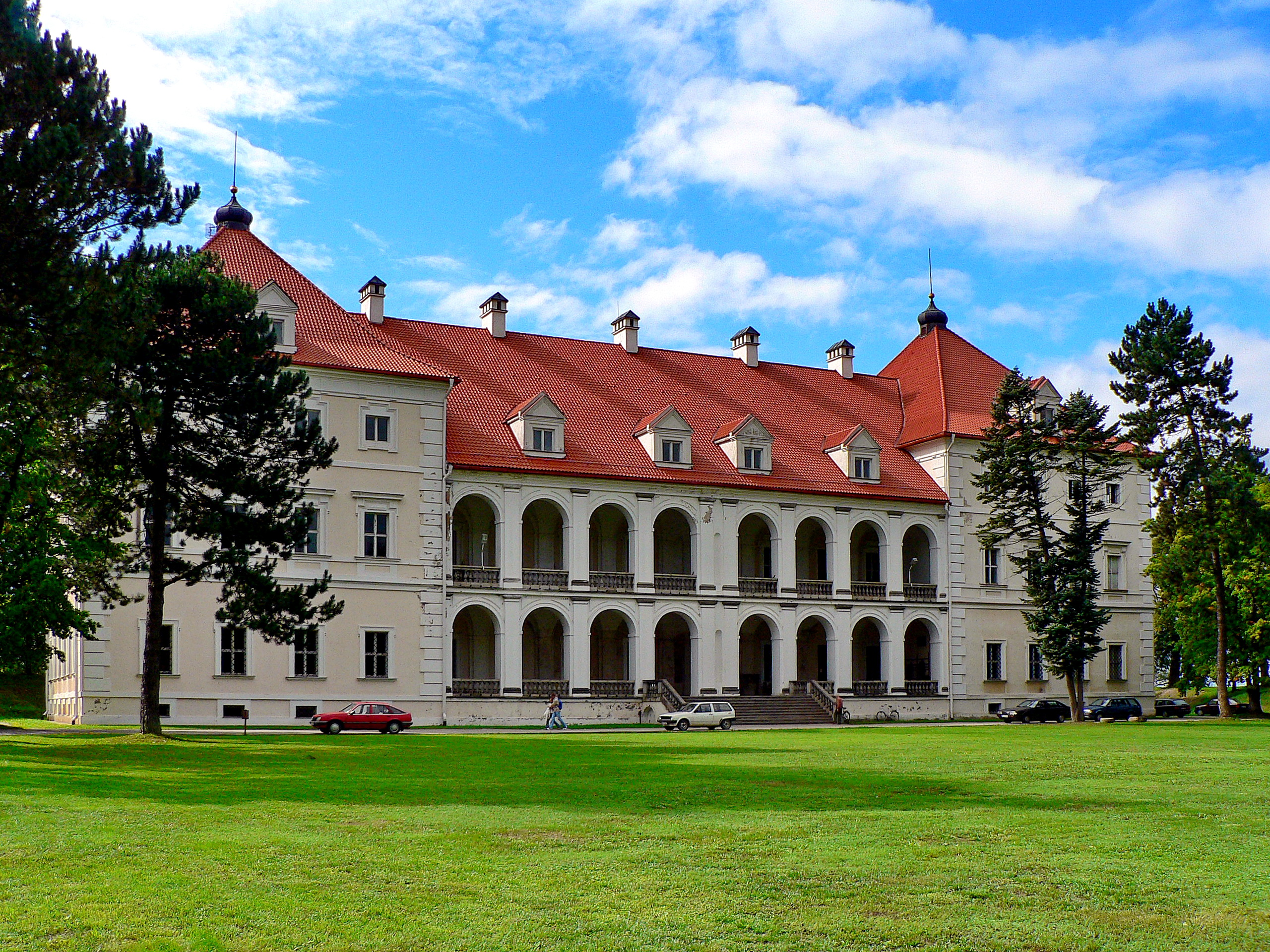
Біржайський замок
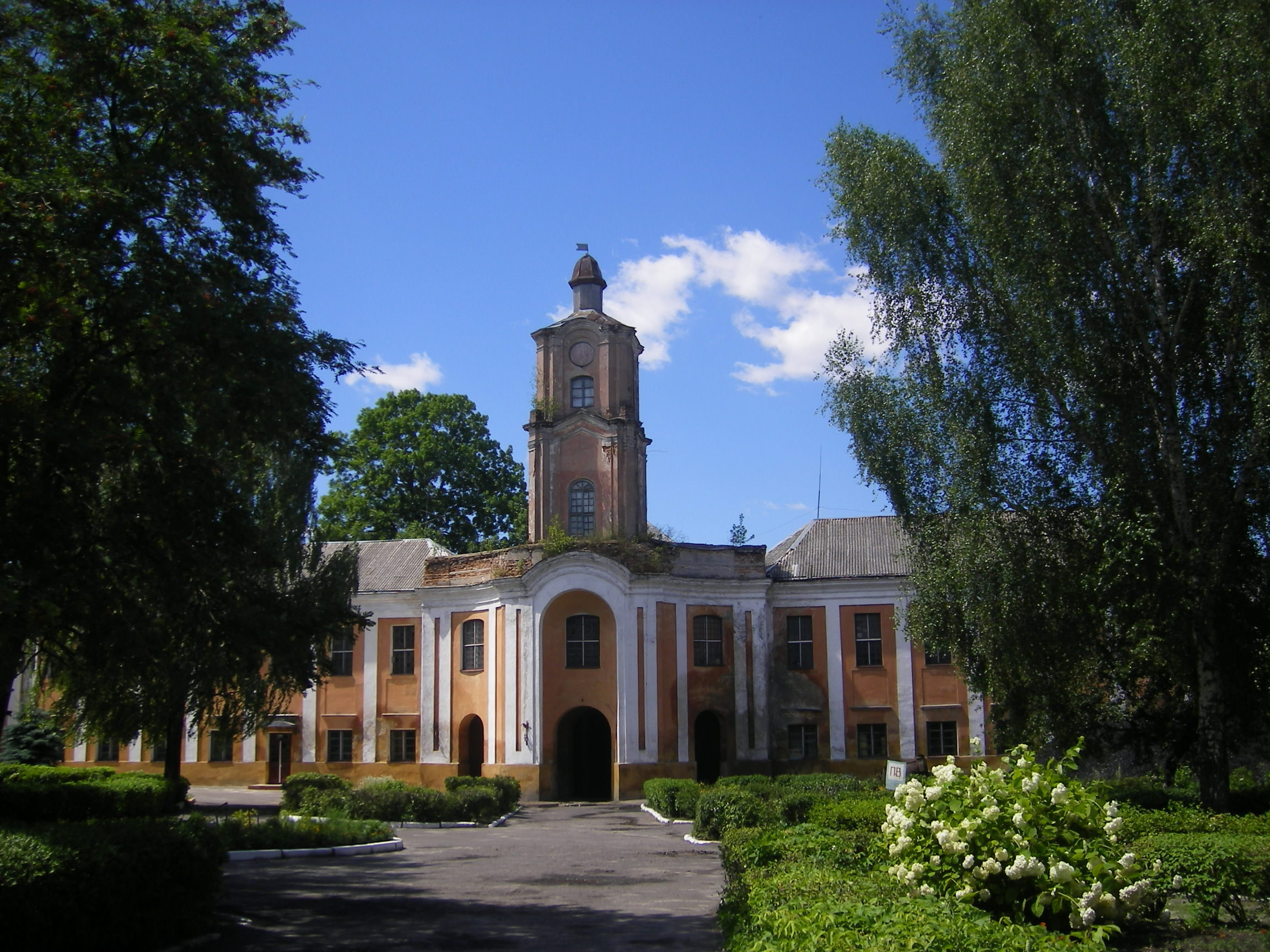
Олицький замок
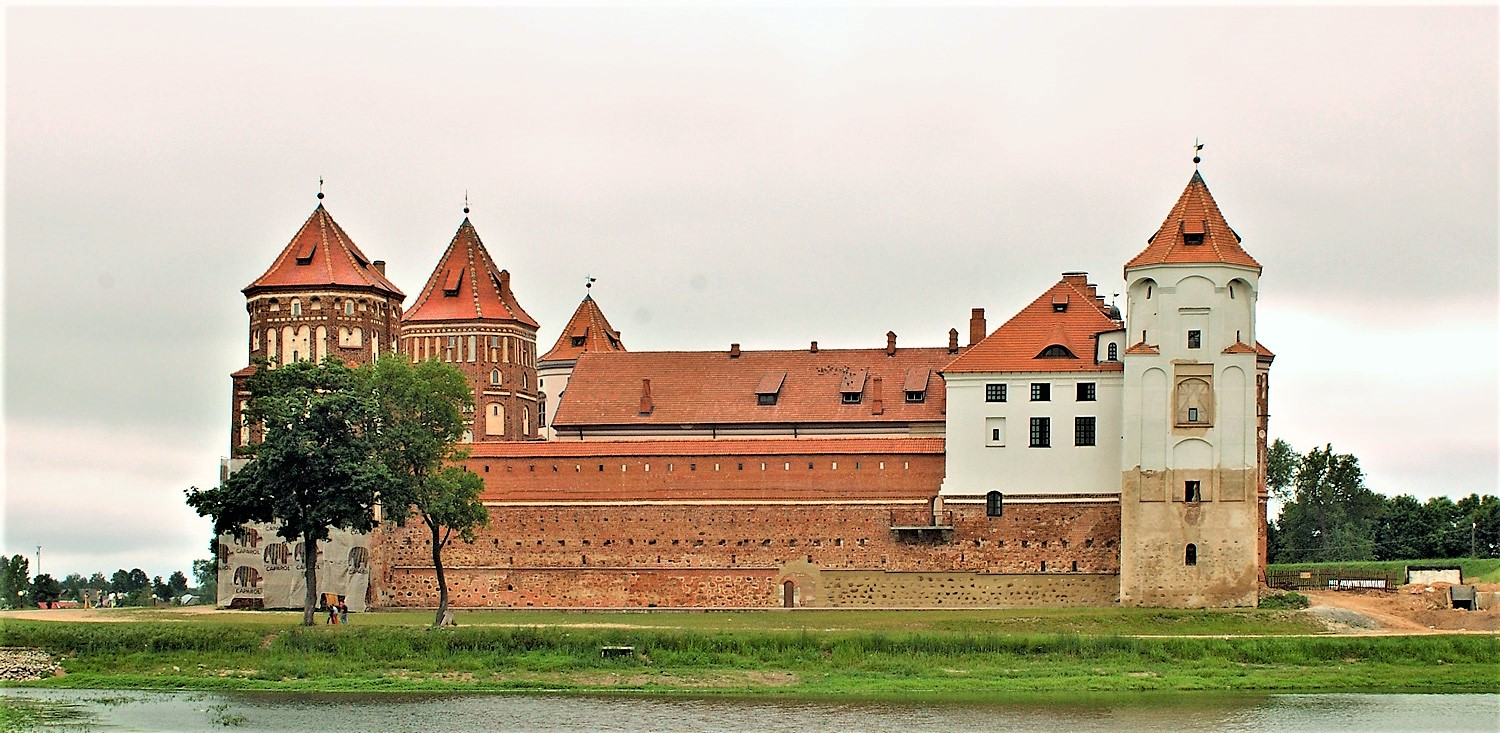
Мірський замок
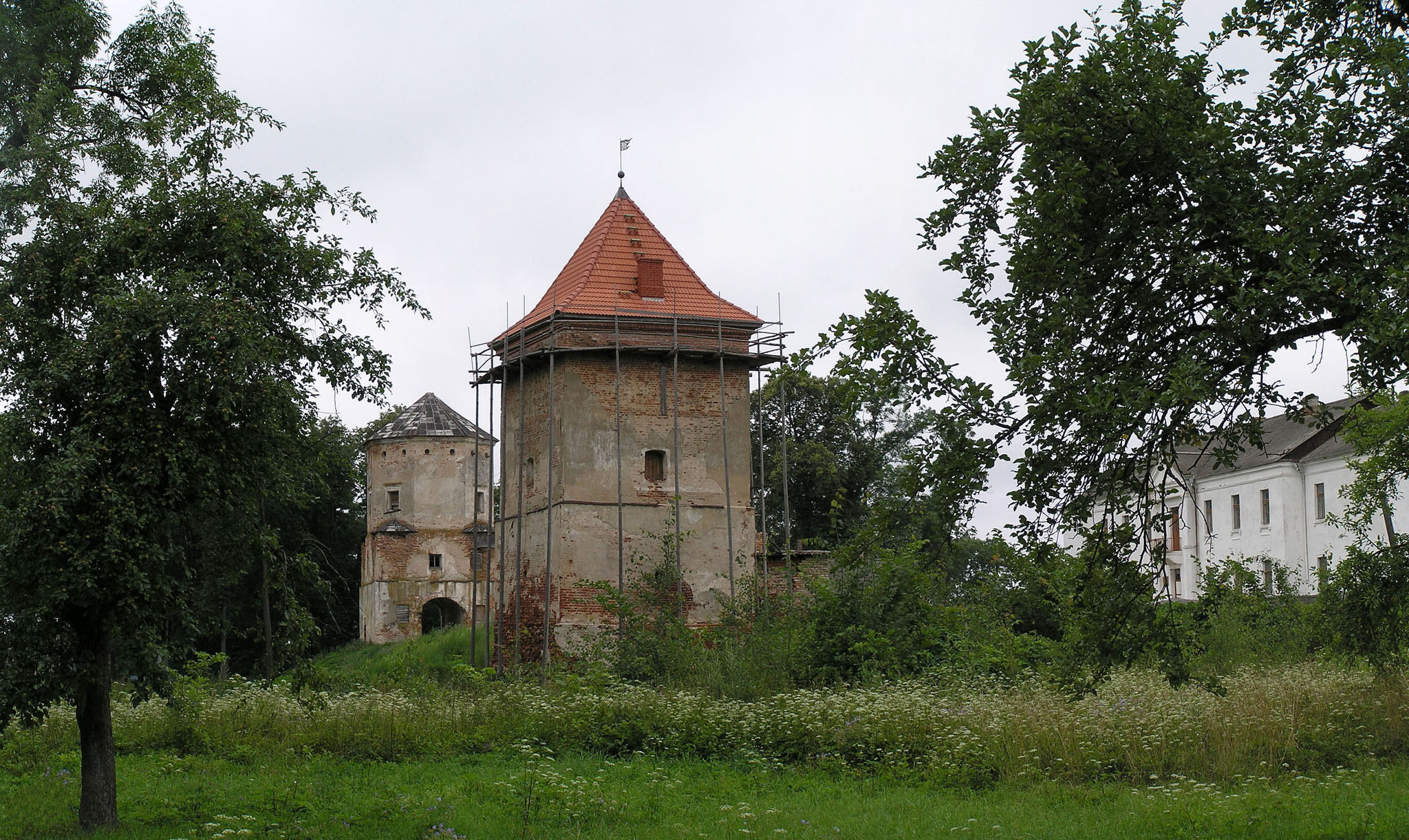
Любчанський замок
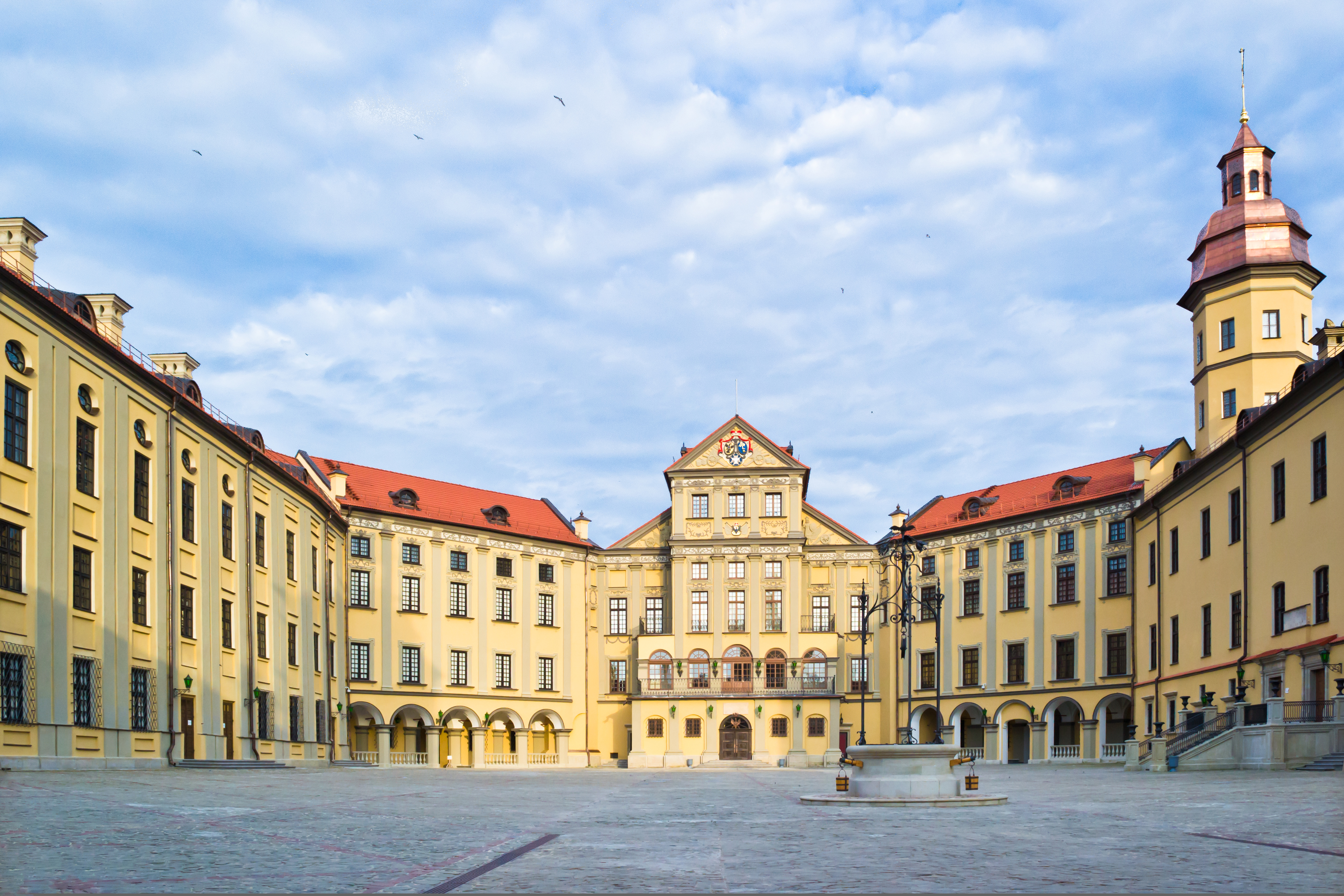
Несвізький замок
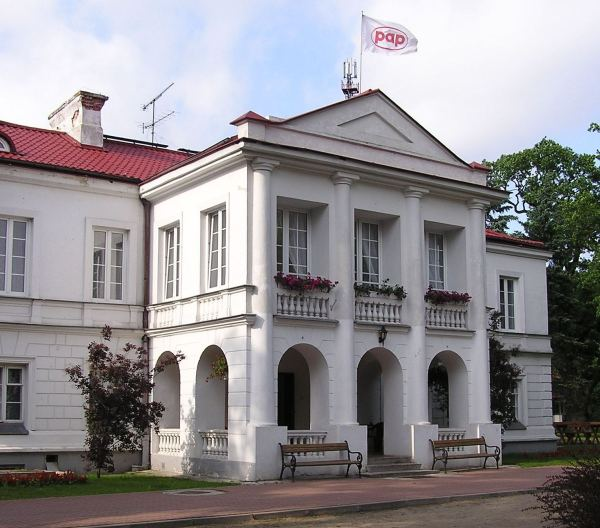
Палац у Зеґже

## Усипальниці Радзивіллів
- Костел Божого Тіла, Несвіж

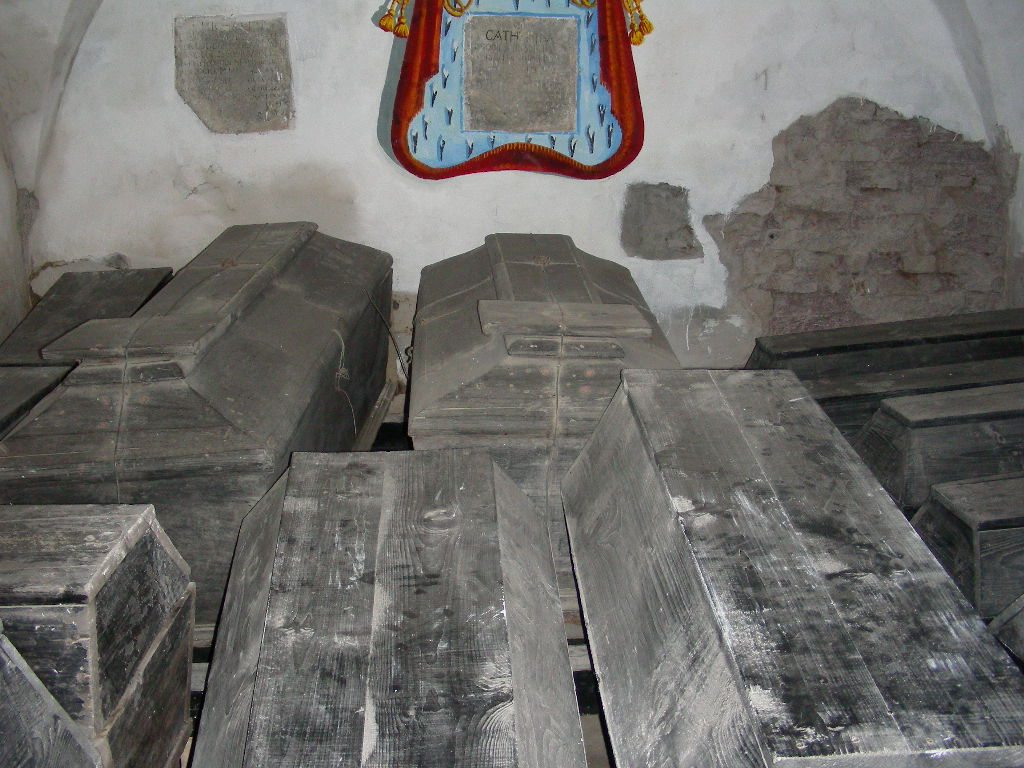
Усипальниця Костелу Божого Тіла, Несвіж

- Колегіальний костел Святої Трійці (Олика)